# ACS Applied Engineering Materials
ACS Applied Engineering Materials (nach ISO 4-Standard in Literaturzitaten mit ACS Appl. Eng. Mater. abgekürzt) ist eine wissenschaftliche Fachzeitschrift, die von der American Chemical Society herausgegeben wird. Die Erstausgabe erschien im August 2022. Die interdisziplinäre Fachzeitschrift veröffentlicht Artikel zur Originalforschung, die sich mit Aspekten von technischen Werkstoffen auseinandersetzen.
Aktueller Chefredakteur ist Professor Kirk S. Schanze von der University of Texas at San Antonio (Texas, Vereinigte Staaten).